# IC 5324
IC 5324 је елиптична галаксија у сазвјежђу Тукан која се налази на листи објеката дубоког неба у Индекс каталогу.
Деклинација објекта је - 67° 49' 16" а ректасцензија 23h 28m 17,6s. Привидна величина (магнитуда) објекта IC 5324 износи 13,0 а фотографска магнитуда 14,0. IC 5324 је још познат и под ознакама ESO 77-20, AM 2325-680, PGC 71526.